# Збірна Австралії з регбі
Збірна Австралії з регбі — спортивна команда, яка представляє Австралію в міжнародних змаганнях з регбі за правилами Регбійного союзу, дворазовий чемпіон світу. Неофіційна назва збірної Австралії Волабіз походить від назви різновиду кенгуру волабі. Основним щорічним змаганням, у якому бере участь збірна Австралії, є Турнір трьох націй. Волабіз вигравали його тричі, востаннє — 2011 року.
Збірна Австралії була учасницею усіх Кубків світу і двічі ставала чемпіонкою: 1991 та 1999 року.
Традиційною формою збірної Австралії є жовті футболки й зелені труси, емблемою — волабі з овальним м'ячем.